# Jeanne Tripier
Jeanne Tripier   (París, 1869 - 1944) va ser una mèdium francesa creadora de textos, dibuixos i brodats realitzats sota una influència espiritista. Hom la considera part del moviment de l'Art Brut.

## Biografia
Jeanne Tripier va néixer el 1869 a París. Filla d'un comerciant de vins, va passar la seva infantesa al camp amb la seva àvia. Ja de gran va viure al districte de Montmartre, a Paris, treballant com a venedora en uns grans magatzems. Als 58 anys va desenvolupar una passió per les creences espiritistes i per l'endevinació. Aquestes activitats van esdevenir centrals a la seva vida, fins al punt d'empènyer-la a deixar la feina. El 1934 va ser ingressada en un hospital psiquiàtric de París.

## Obra
Cap als cinquanta anys, Jeanne Tripier va començar a produir obra mesclant imatges i text. Les seves creacions sorgien durant els estats de trànsit i emprava materials com ara sucre o tint de cabell. També produïa obres elaborades amb brodats figuratius. Atribuïa la responsabilitat de la producció dels textos, dibuixos i brodats a éssers espirituals.

## Col·leccions i exposicions
L'obra de Jeanne Tripier es conserva principalment a la Col·lecció de l'Art Brut de Lausana, Suïssa. Les seves obres han estat cedides a altres institucions per a diferents mostres, inclosa, el 2015, l'exposició Art Brut in America: The Incursion of Jean Dubuffet a l'American Folk Art Museum.

## Reconeixements
Jean Dubuffet va adquirir l'obra de Tripier per a la seva Col·lecció d'Art Brut.